# Sissel Juul
Sissel Juul, född 1939, död 1987, var en norsk skådespelare.
Juul filmdebuterade 1961 i Strandhugg och medverkade därefter i Et øye på hver finger (1961) och Stompa, selvfølgelig! (1963). Hon var även engagerad vid Edderkoppen Teater.
Hon var från 1963 till sin död gift med skådespelaren Sverre Holm i dennes andra äktenskap.

## Filmografi
- 1961 – Strandhugg
- 1961 – Et øye på hver finger
- 1963 – Stompa, selvfølgelig!